# Emilio Ferretti (giurista)
Emilio Ferretti, noto in latino come Aemilius Feretus e in francese come Émile Ferret, nato Domenico Ferretti (Castelfranco di Sotto, 14 novembre 1489 – Avignone, 15 luglio 1552), è stato un giurista e diplomatico italiano emigrato in Francia.

## Biografia

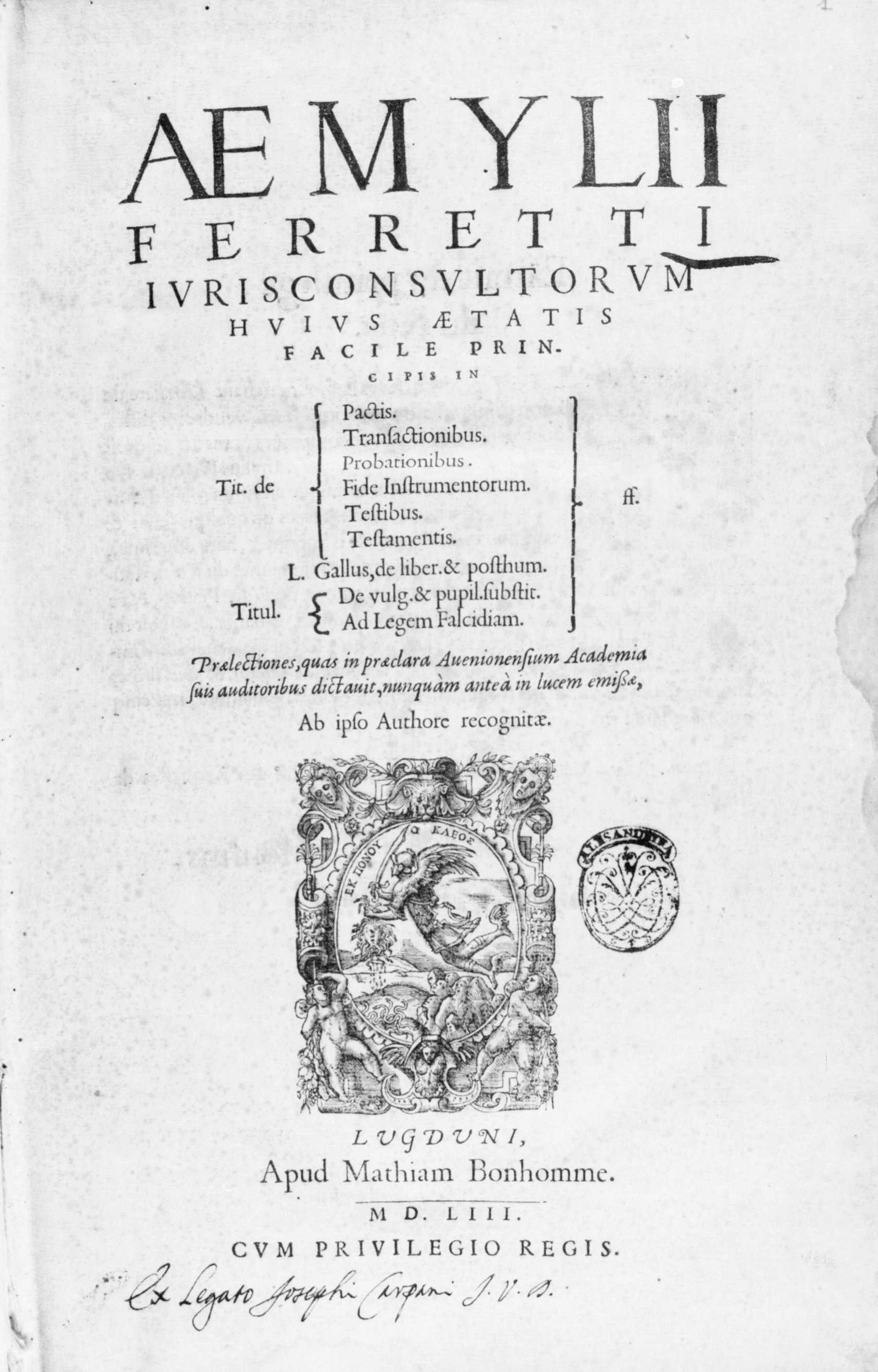
In titulum De pactis, transactionibus, probationibus, fide instrumentorum, testibus, testamentis, 1553

Nato nel 1489 a Castelfranco di Sotto in Toscana e cresciuto a Ravenna, fu inviato dodicenne a studiare diritto civile e diritto canonico all'Università di Pisa, dove rimase per tre anni, poi all'Università di Siena. All'età di 19 anni ricevette il titolo di avvocato, cambiando il proprio nome in Emilio. Trasferitosi a Roma, lavorò come segretario per Giovanni Salviati (futuro cardinale), poi per suo zio, papa Leone X. Dopo qualche anno interruppe l'attività, tornò dalla sua famiglia e si sposò con una donna di buona famiglia, che gli diede sei figli e una figlia. Entrò quindi al servizio del marchese di Monferrato Guglielmo IX, che comandava una parte delle forze francesi, e lo accompagnò durante una campagna militare senza successo, venendo catturato dagli spagnoli dopo la battaglia di Pavia.
Liberato dalla prigionia pagando un riscatto, Ferretti si trasferì in Francia e iniziò a insegnare all'Università di Valence, dove si guadagnò rapidamente la reputazione di grande giurista. Francesco I lo invitò a lavorare presso il Parlamento di Parigi, poi per negoziati diplomatici con la Repubblica di Venezia e Firenze. Federico Gonzaga, divenuto marchese del Monferrato, richiamò Ferretti dal servizio francese e lo mandò come inviato alla corte dell'imperatore Carlo V; accompagnando l'imperatore, Ferretti si recò nel teatro della guerra tunisina e nel 1538 partecipò ai colloqui di pace a Nizza tra Francesco e Carlo. Lasciati i pubblici uffici, lavorò a Lione e a Firenze, dove ottenne la cittadinanza, fino alla metà del 1540 quando, richiamato in Francia, occupò la cattedra di giurisprudenza dell'Università di Avignone (dove tra i suoi studenti vi fu Pierre Boaistuau). L'università inizialmente gli assegnò uno stipendio di 800 scudi, aumentato poi a 1000 scudi, rendendo Ferretti il professore più pagato nella storia dell'università. Morì ad Avignone nel 1552; la sua cattedra - sebbene richiesta da Aimone Cravetta - passò ad Angelo Papio.
Ferretti pubblicò diverse opere di commenti legali. Sotto la direzione di Ferretti, furono pubblicati i discorsi di Cicerone e gli Annales di Tacito; anche il suo commento a Tacito fu pubblicato come una pubblicazione separata (in latino In Cornelii Taciti Annalium libros Aemylii Ferretti iurisconsulti annotatiunculae, 1541). Di interesse per la storia della letteratura è la lettera superstite di Ferretti a Margherita di Navarra (1545) con un'alta valutazione della traduzione francese del Decameron di Boccaccio realizzata da Antoine Le Macon.

## Opere
- De mora, 1552.
- (LA) In titulum De pactis, transactionibus, probationibus, fide instrumentorum, testibus, testamentis, Lyon, Maurice Roy & Louis Pesnot, 1553.
- De legatis primo & tertio praelectiones, 1553.
- De usucapio, praelectiones, 1553.
- Opera omnia, Lione, 1553.
- In Cornelii Taciti Annalium libros Aemylii Ferretti iurisconsulti annotatiunculae, 1541.